# Distrito de Muhrada
El Distrito de Muhrada (en árabe: منطقة محردة‎) es un distrito (mantiqah) de la Gobernación de Hama en Siria. En el censo de 2004 contaba con una población de 143.953 habitantes. La capital del distrito es la ciudad de Muhrada.

## Divisiones
El Distrito de Muhrada se divide en 3 subdistritos o Nāḥiyas (población según el censo de 2004):